# اسکار فری
اُسکار فرِی (مجاری: Frey Oszkár؛ زادهٔ ۲۲ april ۱۹۵۳ (۷۱ سال)) ورزشکار اهل مجارستان است.
وی در مسابقات کشوری و بین‌المللی در مجموع برندهٔ ۱ مدال طلا، ۳ مدال نقره، ۲ مدال برنز شده‌است.